# Stefano Bontate
Stefano Bontate (23 de abril de 1939 – 23 de abril de 1981) fue un poderoso miembro de la mafia siciliana. Erróneamente, algunas fuentes se refieren a él con el apellido "Bontade". Era el capomafia de la familia de Santa Maria di Gesù de Palermo. También fue conocido como el  Príncipe de Villagrazia - la zona de Palermo que él controlaba - e Il Falco (El Halcón).
Tenía vínculos con varios políticos de gran alcance, incluyendo Giulio Andreotti. En 1981 fue asesinado por la facción rival dentro de la Cosa Nostra, los Corleonesi. Su muerte desató una brutal guerra de mafias que provocó varios cientos de mafiosos muertos.

## Inicios
Bontate nació en Palermo en una familia de mafiosos. Su padre y su abuelo fueron notables jefes de la mafia en el área de Villagrazia, Santa Maria di Gesù y Guadagna, que eran distritos rurales antes de que fueran absorbidos por la ciudad de Palermo, en la década de 1960. El padre de Stefano, Francesco Paolo Bontate, fue uno de los mafiosos más poderosos de la isla y portador del féretro en el funeral del jefe de la mafia Calogero Vizzini - uno de los capos más influyentes de Sicilia de después de la Segunda Guerra Mundial hasta su muerte en 1954.
Stefano Bontate y su hermano Giovanni Bontate - que se convertiría en abogado - estudiaron en un colegio jesuita. En 1964, a la edad de 25 años, se convirtió en el jefe de las familias de Santa Maria di Gesù cuando su padre, "Don Paolino Bontà", dejó su cargo a causa de la mala salud (sufría de diabetes). La mafia pasaba por momentos difíciles en ese momento. Una sangrienta lucha interna (conocida como la Primera guerra de la mafia) culminó en la Masacre de Ciaculli en junio de 1963 que mató a siete policías y militares enviados a desactivar una bomba abandonada en un Alfa Romeo Giulietta después de una llamada telefónica anónima.
La Masacre de Ciaculli cambió lo que hasta entonces había sido una guerra entre clanes de la mafia en una guerra contra la mafia. Ello llevó a que aparecieran los primeros indicios de lucha contra la mafia por parte del Estado.  En un periodo de diez semanas 1.200 mafiosos fueron arrestados, muchos de los cuales se mantendrían fuera de circulación durante un tiempo. La Comisión fue disuelta y de los mafiosos que habían escapado de la detención, muchos se exiliaron o tuvieron que ocultarse en Italia. En 1968, sobrevino el proceso de Catanzaro, por el cual solo unas diez figuras mafiosas de rango menor fueron declaradas culpables. 
Después de la muerte de Pietro Scaglione – Fiscal Jefe de Palermo – el 5 de mayo de 1971, la policía detuvo a los jefes mafiosos más relevantes de la mafia. Bontate fue arrestado en 1972 y fue condenado a tres años en julio de 1974, pero la sentencia fue anulada en apelación. Sin embargo, Bontate fue enviado al exilio a Qualiano (en la Ciudad metropolitana de Nápoles). La política de desterrar a los mafiosos a otras zonas de Italia fue contraproducente, porque también fueron capaces de establecer contactos fuera de la isla. Bontate, por ejemplo, se asoció con Giuseppe Sciorio del clan Maisto perteneciente a la Camorra, quien sería iniciado en la Cosa Nostra.

## Contrabando de cigarrillos y tráfico de heroína
Bontate y otros mafiosos desterrados lograron entrar en el mercado de contrabando internacional de cigarrillos mediante la imposición de su protección primero, y, más tarde, su participación sobre los contrabandistas de la Camorra napolitana como Michele Zaza y de Palermo, los cuales habían ejercido esta actividad desde la década de 1950. Por ejemplo, un importante contrabandista como Nunzio La Mattina fue iniciado en las familias de la Santa Maria di Gesù.
Fue solo a través del contrabando de cigarrillos y, posteriormente, del tráfico de heroína que muchos mafiosos fueron capaces de sobrevivir al difícil período después de la Masacre de Ciaculli. Seguidamente empezaron a acumular grandes cantidades de dinero de manera muy rápida. De acuerdo con el pentito Antonino Calderone, Bontate solía decir que, afortunadamente, Tommaso Spadaro empezó con el contrabando de cigarrillos y le dio parte de los beneficios, "porque se morían de hambre". (Spadaro se relacionó con Bontate, al ser padrino de uno de sus hijos.) 
Bontate estaba estrechamente vinculado a la red Spatola-Inzerillo-Gambino. Esta red y otros proveedores sicilianos dominaron el tráfico de heroína desde mediados de 1970 hasta mediados de 1980, cuando las fuerzas policiales estadounidenses e italianas fueron capaces de reducir significativamente el abastecimiento de heroína de la mafia siciliana (la llamada Pizza Connection). Los traficantes de la red Bontate-Spatola-Inzerillo suministraban a la familia Gambino– a través de  John Gambino – de Nueva York, la heroína que se refinaba en los laboratorios de la isla de Sicilia, a su vez derivada de pasta de morfina turca. Según Giovanni Falcone, el juez que investigaba la trama, esta red había ganado unos 600 millones de dólares. Los fondos se reinvertían en el sector inmobiliario. Rosario Spatola, que en su juventud vendía leche por las calles de Palermo, se convirtió en el mayor contratista de la construcción de Palermo y en el mayor contribuyente de Sicilia.
El pentito Francesco Marino Mannoia, que pertenecía a la familia de Santa Maria di Gesù y que fue muy solicitado por todas las familias mafiosas por sus conocimientos químicos, recordaba haber refinado un mínimo de 1000 kilogramos de heroína de Bontate. Marino Mannoia, que había estado al servicio de Bontate, decidió cooperar con el Estado italiano en octubre de 1989, después de que su hermano fuera asesinado por los Corleonesi (y, posteriormente, vio como asesinaban a su madre, su hermana y su tía). El banquero nacido en Sicilia Michele Sindona lavaba las ganancias del tráfico de heroína para la red Bontate-Spatola-Inzerillo-Gambino.

## El caso Mattei
En mayo de 1994 el pentito Buscetta declaró que Bontate había estado involucrado en el asesinato de Enrico Mattei, el presidente de la Ente Nazionale Idrocarburi. Mattei murió en 1962 a petición de la Cosa Nostra estadounidense debido a que sus políticas sobre el petróleo habían dañado importantes intereses estadounidenses en el Medio Oriente. La mafia americana, a su vez, les hacía un favor a las grandes empresas petroleras. Buscetta afirmó que el asesinato fue organizado por Bontate, Salvatore "Ciaschiteddu" Greco, y Giuseppe Di Cristina a petición de Angelo Bruno, un jefe mafioso de Filadelfia de origen siciliano.
Buscetta también afirmó que el periodista Mauro De Mauro fue asesinado en septiembre de 1970, a instigación de Bontate, por sus investigaciones sobre la muerte de Mattei. Buscetta dijo que Bontate organizó el secuestro, ya que las investigaciones de De Mauro sobre la muerte de Mattei confluían en la mafia, y sobre todo en Bontate. Otros pentiti dijeron que De Mauro fue secuestrado por Emanuele D'Agostino, un mafioso de la familia de Santa Maria di Gesù. El cuerpo de Mauro nunca ha sido encontrado. Marino Mannoia declaró que, en 1977 o 1978, Bontate le había ordenado desenterrar los cuerpos de varias personas, entre ellos el de De Mauro, para disolverlos en ácido.

## El falso secuestro de Sindona
Sindona estaba a cargo de uno de los mayores bancos de Estados Unidos, el Franklin National Bank, bajo el control de las inversiones de la Santa Sede y era el máximo patrocinador de la Democracia Cristiana (DC), según una investigación parlamentaria de 1982.  La investigación también señaló la relación de Sindona con Giulio Andreotti – quien fuera presidente del gobierno en siete ocasiones – y el que una vez definió a Sindona como el "salvador de la lira".
Después de la bancarrota sufrida por los bancos de Sindona en 1974, éste huyó a los EE. UU. En julio de 1979, Sindona ordenó el asesinato de Giorgio Ambrosoli, abogado designado para liquidar la quiebra de la Banca Privata Italiana. Al mismo tiempo, los Corleonesi mataban al superintendente de la policía Boris Giuliano, quien estaba investigando el tráfico de heroína y se había puesto en contacto con Ambrosoli dos semanas antes para comparar investigaciones.
Bajo acusación formal en los EE.UU, Sindona organizó un falso secuestro en agosto de 1979 para ocultar un misterioso viaje de 11 semanas a Sicilia antes de su juicio por fraude. El cuñado de Bontate, Giacomo Vitale (masón como Bontate) había sido una de las personas que habían organizado el viaje de Sindona.  El verdadero objetivo del secuestro era chantajear a sus antiguos aliados políticos –  entre ellos el primer ministro Giulio Andreotti –  para diseñar el rescate de sus bancos y recuperar el dinero de la Cosa Nostra. El plan fracasó y después de su "liberación", Sindona se rindió al FBI.
El asunto Sindona demostró los estrechos vínculos entre la mafia y ciertos hombres de negocios, masones y políticos.  A raíz de las investigaciones se desprende que muchos de ellos estaban conectados a través de la logia secreta P2 (Propaganda Due) de Licio Gelli.

## Conexiones políticas
Stefano Bontate gozaba de buenos contactos. Era miembro de una logia masónica y tenía vínculos con el político de la Democracia Cristiana Salvo Lima y con Antonio Salvo e Ignazio Salvo, dos ricos primos mafiosos de Salemi que trabajaban como recaudadores de impuestos en la isla (el gobierno subcontractaba la recaudación de impuestos). A través de ellos Bontate habría tenido acceso a Giulio Andreotti. La Corte Suprema de Italia, la Corte di Cassazione, sentenció en octubre de 2004 que Andreotti tenía "vínculos amistosos directos" con los hombres más importantes de la llamada ala moderada de la Cosa Nostra, Bontate Stefano y Gaetano Badalamenti,  favorecidos por la conexión entre éstos y Salvo Lima.
Según el pentito Francesco Marino Mannoia, Andreotti contactó con Bontate para tratar de evitar que la mafia asesinase al político democratacristiano Piersanti Mattarella. Mattarella se convirtió en el presidente de la Región de Sicilia autónoma en 1978 y quiso acabar con los la maraña de contratos públicos que beneficiaban a la Cosa Nostra. Bontate y otros mafiosos se sintieron traicionados por Mattarella (se rumoreaba que su padre, Bernardo Mattarella,  tenía lazos con la mafia, pero ninguna de estas acusaciones fueron probadas ante ningún tribunal de justicia).
Pero el intento de Andreotti sería en vano. Tras el asesinato de Mattarella el 6 de enero de 1980, Andreotti contactó nuevamente con Bontate para tratar de resolver la situación. Sin embargo, y según Marino Mannoia, Bontate dijo a Andreotti:: "nosotros estamos al cargo de Sicilia, y a menos que quieras hundir toda la DC (Democracia Cristiana), tienes que hacer lo que digamos."
Stefano Bontate también estuvo en contacto con Silvio Berlusconi a mediados de la década de 1970, cuando Berlusconi aún era un rico promotor inmobiliario y empezaba con su imperio en el mundo de las televisiones privadas (Berlusconi fue nombrado primer ministro en 1994, 2001-2006, y de nuevo, 2008). Bontate visitó la villa de Berlusconi en Arcore en las afueras de Milán, según Antonino Giuffrè, mano derecha del jefe Corleonesi Bernardo Provenzano pero que se convirtió en colaborador de la justicia después de su detención en abril de 2002. El contacto de Bontate en Arcore era Vittorio Mangano, un mafioso convicto que solía encargarse del establo de la villa.  "Cuando Vittorio Mangano consiguió el trabajo en la villa de Arcore, Stefano Bontate y algunos de sus colaboradores más cercanos aprovechaban para encontrarse con Berlusconi usando las visitas a Mangano como excusa," dijo Giuffrè. El abogado de Berlusconi calificó el testimonio de Giuffrè como "falso" y como un intento de desacreditar al primer ministro y a su partido.

## La Comisión
En 1970, la Comisión fue restablecida.  Se componía de diez miembros, pero inicialmente sería gobernada por un triunvirato formado por Gaetano Badalamenti, Stefano Bontate y el jefe de los Corleonesi, Luciano Leggio, a pesar de que era Salvatore Riina quien en realidad representaría a los Corleonesi. En esa época Bontate se reveló como uno de los líderes reconocidos de la mafia siciliana. Joven, rico, agradable, inteligente y prudente, así como hijo de un reconocido jefe de la mafia, le convertía en un candidato ideal para poseer una asiento en la Comisión. En 1975, la Comisión en pleno se reconstituyó bajo la dirección de Badalamenti.
La Comisión de la mafia estaba pensada para resolver las disputas y mantener la paz, pero el sucesor de Liggio, Salvatore Riina, estaba conspirando para diezmar a los clanes de Palermo, incluyendo Bontate y los aliados de éste, Salvatore Inzerillo. A finales de 1978, el liderazgo de la mafia siciliana cambió. Gaetano Badalamenti fue expulsado de la Comisión y Michele Greco le reemplazó. Este hecho marcó el final de un período de relativa paz y significó un cambio importante en la propia mafia. De hecho, Greco se alió con Salvatore Riina, y posteriormente utilizó su posición para atraer a muchos de los amigos de Bontate a la muerte y a la consiguiente guerra. Históricamente, el clan Greco había rivalizado con Bontate.

## Segunda guerra de la mafia
La Segunda guerra de la mafia se extendió desde 1981 a 1984. De hecho, las dos guerras fueron libradas simultáneamente por el clan de los Corleonesi. Riina formó en secreto una alianza de mafiosos de diferentes familias dejando al lado las divisiones entre clanes, desafiando las normas de la Cosa Nostra. Este grupo "interfamiliar" será conocido como los Corleonesi. Estos mataban a los jefes palermitanos para controlar absolutamente la Cosa Nostra paralelamente que asesinaban políticos, policías y jueces en un acto de intimidar autoridades para frenar posibles investigaciones y enjuiciamientos.
El Corleonesi iniciaron la guerra contra el bando Bontate-Inzerillo para tratar de controlar el tráfico de heroína. A pesar de los grandes medios económicos y la más amplia red internacional, la red Bontate-Spatola-Inzerillo-Badalamenti fue incapaz de resistir la violencia terrorista de los corleonesi. Los miembros más importantes de los clanes Inzerillo, Spatola y Gambino fueron detenidos en marzo de 1980 por tráfico de heroína, lo que minó la posición de Bontate de forma significativa. 
El 23 de abril de 1981, mientras conducía a casa después de su fiesta de 42 cumpleaños, Bontate murió ametrallado dentro de su coche, un Giulietta 2000, en Palermo. El asesinato se llevó a cabo por el sicario favorito de Riina Pino Greco, conocido como "scarpuzzedda" – sobrino de Michele Greco. El mayor aliado de Bontate, Salvatore Inzerillo, fue asesinado tres semanas más tarde con el mismo Kalashnikov.
Muchos de los amigos de Bontate e Inzerillo, compañeros y familiares fueron abatidos en los meses siguientes para evitar que vengasen la muerte de sus jefes. Uno de los aliados de Bontate era Tommaso Buscetta, quien posteriormente se convertiría en pentito después de ser arrestado en Brasil en 1983. Salvatore Contorno, uno de los hombres de confianza de Bontate, siguió el ejemplo de Buscetta. Ellos fueron los testigos claves que permitieron a los magistrados Giovanni Falcone y Paolo Borsellino y al Pool Antimafia procesar con éxito a la mafia en el Maxi Proceso a mediados de 1980.

### Desarrollos relacionados
- The Politics of Heroin in Southeast Asia. CIA complicity in the global drug trade
- Barry & 'the Boys' : The CIA, the Mob and America's Secret History

### Listas relacionadas
- Anexo:Bibliografía sobre la CIA